# Балан, Андреа Джорджиана
Андреа Джорджиана Балан (рум. Andreea Georgiana Bǎlan; род. 23 июня 1984) — румынская поп-певица. Наиболее известна стала в качестве исполнительницы дуэта Andre.

## Биография
Андреа Балан родилась 23 июня 1984. Её родители Сандел Балан (сочинивший несколько песен для группы Andrè) и Валерия Балан.
Весной 1999 года вместе с Андреа Антонеску записала первый сольный альбом группы Andrè, «La întâlnire». и уже в августе завоевали приз на фестивале «Свободное море» в Майами. Вскоре вышел второй их альбом, «Noapte de vis», и в ноябре появился клип на самый известный одноимённый сингл из этого альбома.
В 2000 году выпущен третий альбом "Prima iubire" («Первая любовь»). Он издавался как под этим названием, так и под "Lasa-ma papa la mare". В ноябре этого же года был записан ещё один альбом "Am sa-mi fac de cap", который помимо давшей название альбому композиции содержал ещё две популярных — «Flori de tei» ("Цветы липы") и "Suna-ma" («Позвони мне»). В 2001 году дуэт получил премию Браво Отто в номинации лучшей подростковой группе. После выпуска ещё одного альбома в 2001 году, "O noapte si-o zi" («Одна ночь и один день»), группа распадается, но до того они успели выпустить четыре платиновых диска и один золотой, продав 1 500 000 копий и получив титул «принцессы танцевальной музыки» в Румынии.

### Личная жизнь
В 2004 году Андреа переехала из родительского дома, Плоешти, в Бухарест, где она встретилась с Тео Пакураром. Около двух лет они встречались и затем обручились, оба татуировали обручальное кольцо на безымянном пальце. Пара распалась в 2006 году, поскольку Тео хотел перевести Андреа в Бистрицу, где жили его родители.
Мне пришлось бы отказаться от своей музыки и мне было жаль, так как Тео необыкновенный человек. И я поняла, что мне больше не придётся планировать, потому что Бог лучше знает, как жить нам и мне в данный момент.
 Вскоре после разрыва певица появилась на модной вечеринке с Кео, который помогал ей пережить расставание с Тео, а затем они стали любовниками. Хотя часто встречаются слухи, что эта пара также расстались.
В 2014 году она встретила актера Джорджа Бурчи, за которого вышла замуж в 2017 году на пляже в Калифорнии. У них есть две дочери, родившиеся в 2016,  и 2019 соответственно  Они развелись после двухлетнего судебного разбирательства в марте 2022 года.

## Композиции, вошедшие в Top-100 Румынии

### Синглы
| 2002 | «Te joci cu mine»                          | Te joci cu mine                                      | 79  |
| 2002 | «Liberă din nou»                           | Liberă din nou/Liberă din nou (специальная редакция) | 78  |
| 2003 | «Plâng de dor»                             | Liberă din nou/Liberă din nou (специальная редакция) | -   |
| 2003 | «Nopţi de vară»                            | Liberă din nou (специальная редакция)                | 75  |
| 2004 | «Aparenţe»                                 | Aşa sunt eu                                          | 48  |
| 2004 | «Oops, eroare!»                            | Aşa sunt eu                                          | 40  |
| 2005 | «Evadez»                                   | Aşa sunt eu                                          | 22  |
| 2005 | «Invidia»                                  | Aşa sunt eu                                          | 35  |
| 2005 | «O străină»                                | Aşa sunt eu                                          | 93  |
| 2006 | «Nu ştiu să fiu numai pentru tine» (с Кео) | AndreeaB                                             | 56  |
| 2007 | «Prinde-mă, aprinde-mă!»                   | AndreeaB                                             | 64  |
| 2008 | «Baby Get Up And Dance»                    | -                                                    | 411 |
| 2009 | «Superwoman» 1                             | -                                                    |     |

1Top 100 не публиковались после 22 июня 2008 года. С января 2009 года изданием публиковались первые 10 рейтинговых позиций. До сих пор исполнительница не вошла в Top 10.

## Внешние ссылки
- Официальный сайт
- Официальный канал на Youtube
- Тексты песен